# Scottish Open 1991 (Badminton)
Die Scottish Open 1991 im Badminton fanden vom 20. bis zum 24. November 1991 im Kelvin Hall in Glasgow statt. Das Turnier als 2-Sterne-Turnier in der Grand-Prix-Wertung eingestuft. Das Preisgeld betrug 35.000 US-Dollar.

## Medaillengewinner
| Disziplin    | Gold                                 | Silber                                   | Bronze                               |
| ------------ | ------------------------------------ | ---------------------------------------- | ------------------------------------ |
| Herreneinzel | Darren Hall                          | Jens Olsson                              | Jeroen van Dijk                      |
| Herreneinzel | Darren Hall                          | Jens Olsson                              | Vimal Kumar                          |
| Dameneinzel  | Lim Xiaoqing                         | Christine Magnusson                      | Lisbet Stuer-Lauridsen               |
| Dameneinzel  | Lim Xiaoqing                         | Christine Magnusson                      | Astrid van der Knaap                 |
| Herrendoppel | Jon Holst-Christensen Thomas Lund    | Peter Axelsson Pär-Gunnar Jönsson        | Michael Kjeldsen Jens Peter Nierhoff |
| Herrendoppel | Jon Holst-Christensen Thomas Lund    | Peter Axelsson Pär-Gunnar Jönsson        | Max Gandrup Jesper Knudsen           |
| Damendoppel  | Christine Magnusson Lim Xiaoqing     | Joanne Muggeridge Lisbet Stuer-Lauridsen | Catrine Bengtsson Maria Bengtsson    |
| Damendoppel  | Christine Magnusson Lim Xiaoqing     | Joanne Muggeridge Lisbet Stuer-Lauridsen | Pernille Dupont Grete Mogensen       |
| Mixed        | Jon Holst-Christensen Grete Mogensen | Thomas Lund Pernille Dupont              | Max Gandrup Erica van den Heuvel     |
| Mixed        | Jon Holst-Christensen Grete Mogensen | Thomas Lund Pernille Dupont              | Jesper Knudsen Marlene Thomsen       |